# Woodburn (Kentucky)
Woodburn – miasto w Stanach Zjednoczonych, w stanie Kentucky, w hrabstwie Warren.